# Megalotus bifidus
Megalotus bifidus är en orkidéart som först beskrevs av John Lindley, och fick sitt nu gällande namn av Leslie Andrew Garay. Megalotus bifidus ingår i släktet Megalotus och familjen orkidéer. Inga underarter finns listade i Catalogue of Life.